# Grieghallen

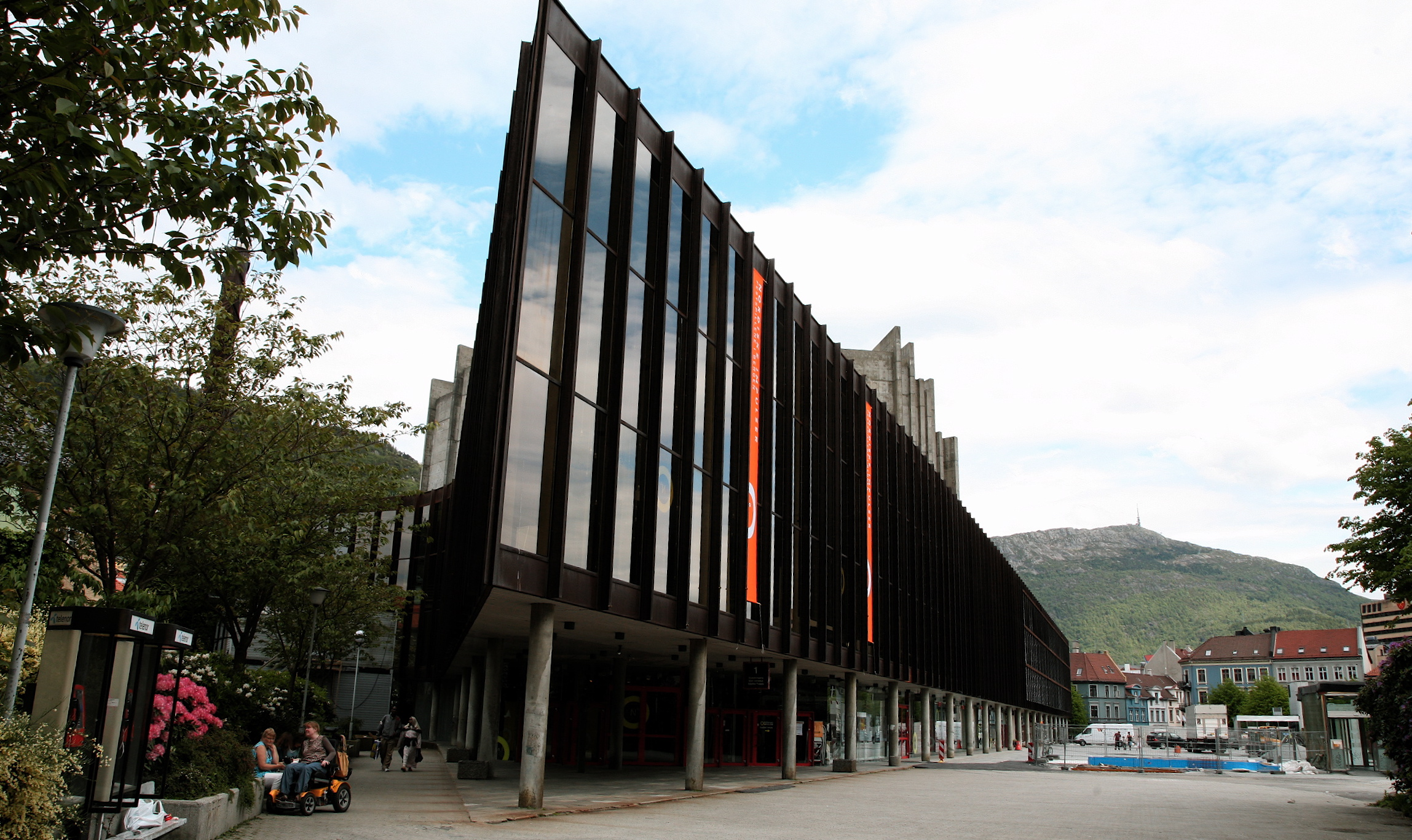
Grieghallen

Grieghallen is een concerthal in de Noorse stad Bergen. De hal is vernoemd naar de componist Edvard Grieg. In 1986 vond hier het Eurovisiesongfestival plaats.
Grieghallen is de thuisbasis van Bergen Filharmoniske Orkester, het oudste symfonieorkest van Noorwegen. In de concerthal vindt een groot deel van de optredens van het jaarlijkse culturele festival Festspillene i Bergen (Bergen International Festival) plaats. Grieghallen is ook in gebruik als beurs- en conferentiecentrum.
De concerthal, ontworpen door de Deense architect Knud Munk, kwam gereed in 1978. Het gebouw omvat een oppervlakte van 3500 m2 en heeft in totaal 4468 zitplaatsen. De grootste concertzaal, Griegsalen, heeft 1509 zitplaatsen. Onder het gebouw is een ondergrondse parkeergarage met ruimte voor 420 auto's.
De hal ligt aan Edvard Griegsplass, in de driehoek van de straten Nygårdsgaten, Strømgaten en Lars Hilles gate. Het gebouw maakt deel uit van het culturele district van Bergen, waartoe ook Bergen Kunstmuseum en Bergen Kunsthall behoren.